# Abdomen
El abdomen humano es la parte del tronco que se encuentra entre el tórax y la pelvis. Contiene la mayor parte de los órganos del aparato digestivo y del sistema urinario. Por arriba está limitado por el músculo diafragma que lo separa del tórax, por detrás por las vértebras lumbares de la columna vertebral, por delante y los lados por la pared abdominal y por abajo por las fosas iliacas del hueso coxal.

## Divisiones

Situación de la cavidad abdominal y la cavidad pélvica.

El abdomen se puede dividir en dos partes: una cavidad en la que se encuentran los órganos, la cavidad abdominopelvica, y una pared formada por músculos, tejido subcutáneo y piel, la pared abdominal.
La cavidad abdominopélvica se divide a su vez en dos partes: cavidad abdominal y cavidad pélvica. En la cavidad abdominal se encuentra el peritoneo que es una membrana que dispone de dos hojas que tapizan la pared interna del abdomen y los órganos. Por este motivo la cavidad abdominal se divide en dos espacios: cavidad peritoneal y retroperitoneo.
- La cavidad peritoneal está situada en la parte anterior del abdomen y contiene a la mayor parte de los órganos del sistema digestivo.
- El retroperitoneo situado detrás de la cavidad peritoneal alberga principalmente los riñones y las glándulas suprarrenales.[4]

## Pared abdominal

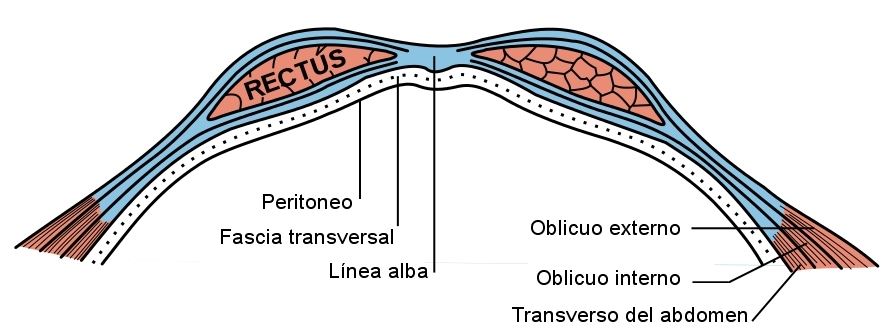
Sección de la pared abdominal anterior.

Las principales funciones que realiza son: proteger los órganos abdominales y mantenerlos en su posición adecuada, facilitar los movimientos del tronco, aumentar la presión intraabdominal durante la defecación, micción o parto, y colaborar con otros músculos en el proceso de inspiración y espiración.

## Órganos

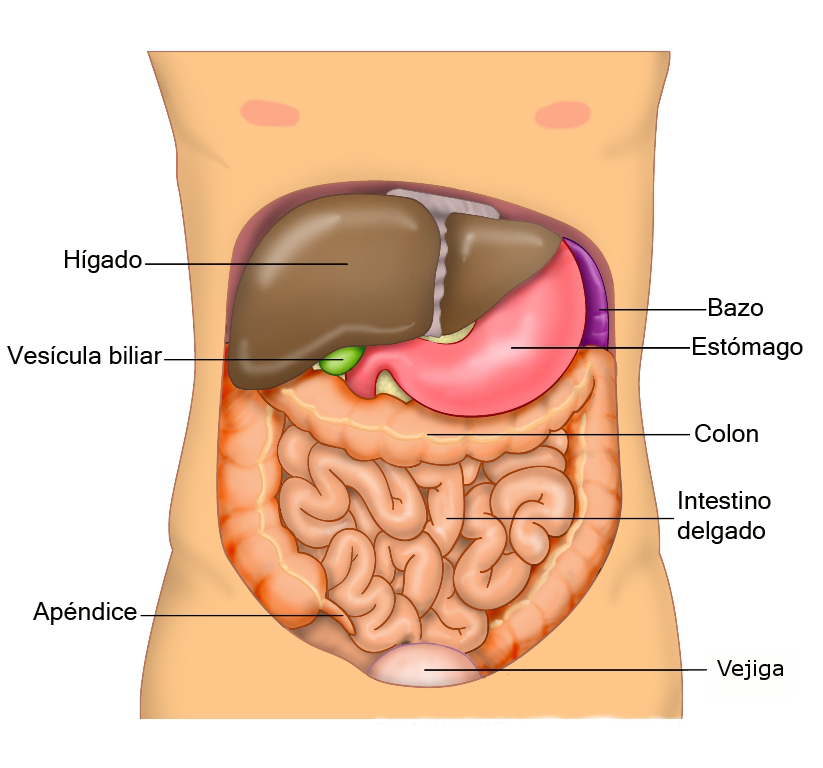
Principales órganos en el abdomen

Los principales órganos de la cavidad abdominal son la parte final del esófago, estómago, intestino delgado (duodeno, yeyuno e íleon), intestino grueso (colon ascendente, colon transverso, colon descendente, colon sigmoideo), hígado, páncreas, bazo, riñón, uréter y glándula suprarrenal. En la cavidad pélvica se encuentran la vejiga urinaria, recto, y los órganos sexuales del hombre y la mujer. También se encuentran en el abdomen numerosos vasos sanguíneos, por su importancia destaca la aorta abdominal y la vena cava inferior.

### Esófago
El esófago es un conducto músculo-membranoso que se extiende desde la faringe hasta el estómago.  Su función consiste en ser el conducto de unión entre la boca y el estómago y permitir que los alimentos lleguen a este. La pared del esófago está formada por cuatro capas: mucosa, submucosa, muscular y serosa.  El esófago empieza en el cuello, atraviesa todo el tórax y pasa al abdomen a través del hiato esofágico del diafragma. Habitualmente es una cavidad virtual (es decir que sus paredes se encuentran unidas y solo se abren cuando pasa el bolo alimenticio). El esófago cuenta con dos esfínteres:
- Esfínter esofágico superior: separa la faringe del esófago. Está formado por un músculo estriado, es decir, voluntario, que inicia la deglución.
- Esfínter esofágico inferior: está situado dentro del abdomen y separa el esófago del estómago. Realmente no es un esfínter anatómico, sino fisiológico, al no existir ninguna estructura de esfínter pero sí poseer una presión elevada cuando se mide en reposo. Este esfínter disminuye su tono, normalmente elevado,  en respuesta a diferentes estímulos.

### Estómago

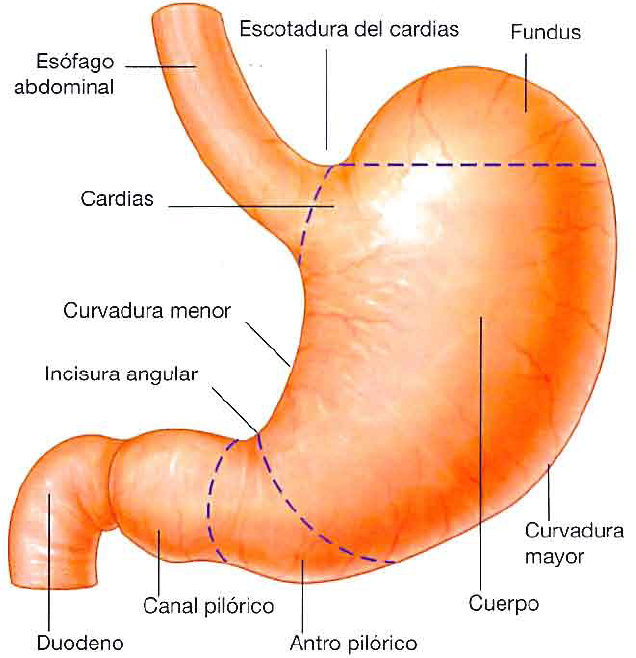
Partes del estómago

El estómago es un reservorio muscular interpuesto entre el esófago y el duodeno, es la porción más dilatada del tubo digestivo y tiene forma de "J", pero su forma y orientación cambian constantemente, según los tiempos de la digestión y según la posición del cuerpo. Ocupa casi todo el hipocondrio izquierdo y una gran parte del epigastrio, por encima del mesocolon transverso, debajo del hígado y del diafragma. El estómago se divide en cuatro regiones:
- El cardias, que rodea el orificio del esófago al estómago
- El fundus o fondo gástrico que es la zona por encima del nivel del cardias
- El cuerpo gástrico, que es la parte más ancha
- La porción pilórica que se divide en antro pilórico y canal pilórico y es el extremo distal del estómago.

### Intestino delgado
El intestino delgado es la parte del aparato digestivo que conecta el estómago con el intestino grueso. Se divide en tres porciones: duodeno, yeyuno e íleon.

### Intestino grueso
El intestino grueso se inicia a partir de la válvula ileocecal en un fondo de saco denominado ciego de donde sale el apéndice vermiforme y termina en el recto. Desde el ciego al recto describe una serie de curvas, formando un marco en cuyo centro están las asas del yeyuno íleon. Su longitud es variable, entre 120 y 160 cm, y su calibre disminuye progresivamente, siendo la porción más estrecha la región donde se une con el recto o unión rectosigmoidea donde su diámetro no suele sobrepasar los 3 cm, mientras que el ciego es de 6 o 7 cm.

### Hígado
El hígado está situado en la parte superior derecha del abdomen, debajo del diafragma, segrega la bilis, esencial para la digestión de las grasas, también cuenta con otras muchas funciones, entre ellas la síntesis de proteínas plasmáticas, almacenamiento de vitaminas y glucógeno y función desintoxicante. 

### Páncreas
Es una glándula íntimamente relacionada con el duodeno, es de origen mixto, segrega hormonas a la sangre para controlar los azúcares y jugo pancreático que se vierte al intestino a través del conducto pancreático, e interviene y facilita la digestión, sus secreciones son de gran importancia en la digestión de los alimentos.

### Vesícula biliar
La vesícula biliar es un órgano que forma parte del aparato digestivo de los seres humanos y animales cuadrúpedos (excepto en los caballos y en los ciervos). Está situada por debajo del hígado. Su nombre en latín es vesica fellea.

### Bazo
El bazo es un órgano de tipo parenquimatoso, aplanado, oblongo y muy friable, situado en el cuadrante superior izquierdo de la cavidad abdominal, relacionado con el páncreas, el diafragma y el riñón izquierdo. Aunque su tamaño varía de unas personas a otras suele tener una longitud de 12 cm, una anchura de 8 cm y un grosor de 4 cm así como un peso de 200 g aproximadamente. Su función principal es la destrucción de células sanguíneas rojas viejas, producir algunas nuevas y mantener una reserva de sangre.

### Riñón
Los riñones se ubican en la parte posterior del abdomen a ambos lados de la columna vertebral; cada riñón mide unos 12 cm de largo y 6 de ancho y pesa entre 125 y 150 gramos en un adulto promedio.

## Origen embrionario
El tubo digestivo inicia su desarrollo embrionario en la cuarta semana de gestación. El intestino primitivo deriva del endodermo y se divide en tres regiones: intestino primitivo anterior, intestino primitivo medio e intestino caudal. El intestino primitivo anterior da origen al esófago, estómago, primera porción del duodeno, hígado, vesícula biliar y páncreas. El intestino primitivo medio forma el intestino delgado, el colon ascendente y la primera porción del colon transverso.  El intestino caudal forma el colon transverso distal, colon descendente, recto y ano. En la sexta semana de gestación, el intestino caudal se divide por el tabique urorrectal en seno urogenital y recto.

## Clasificación de las vísceras abdominales

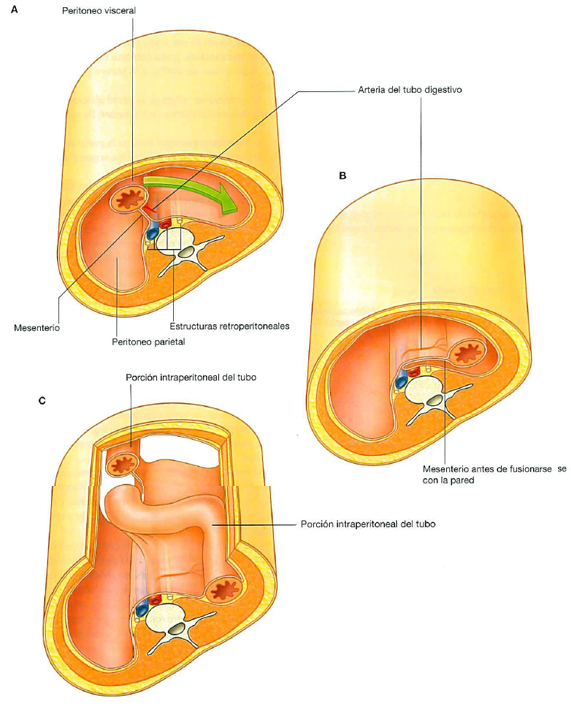
Clasificación intra y retroperitoneal de las vísceras abdominales

En condiciones normales, las vísceras abdominales ocupan totalmente la cavidad abdominal. Los órganos abdominales pueden clasificarse según su situación mediante dos criterios:
- De acuerdo a su posición con respecto al peritoneo pueden clasificarse en intraperitoneales, cuando están casi completamente cubiertos por el peritoneo visceral, por ejemplo el intestino delgado, y extraperitoneales. Los extraperitoneales pueden ser retroperitoneales, cuando están detrás del peritoneo parietal, por ejemplo los riñones, o subperitoneales, cuando están debajo del peritoneo parietal, por ejemplo la vejiga urinaria.[9] [10] [11]
- De acuerdo con su posición con relación al mesocolon transverso pueden clasificarse en supramesocólicas e inframesocólicas, según queden por encima del mesocolon transverso (estómago, hígado, bazo) o por debajo (intestino delgado, riñones, suprarrenales).

## Irrigación

Arteria aorta

La vascularización arterial de las vísceras abdominales proviene de la porción abdominal de la arteria aorta que llega al abdomen a través del hiato del diafragma, a nivel de la vértebra T12, inmediatamente emite las arterias diafragmáticas inferiores y las arterias suprarrenales medias. Más caudalmente da tres gruesos troncos impares para las vísceras intraperitoneales, de los que surgen otras muchas arterias. El más craneal es el tronco celíaco (irriga hígado, estómago y bazo), seguido de la arteria mesentérica superior (intestino delgado) y de la arteria mesentérica inferior (intestino grueso).

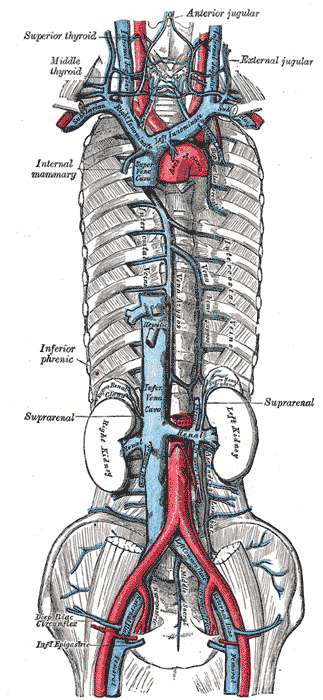
Vasos sanguíneos principales:Vena cava inferior y aorta

Para el espacio retroperitoneal emite pares de arterias como las arterias renales (para los riñones), lumbares (pared abdominal posterior) y gonadales (testicular u ovárica). Gradualmente se divide en las dos arterias ilíacas comunes (externa e interna) y en la arteria sacra media.
El retorno venoso del abdomen corresponde a la vena cava inferior, que resulta de la fusión de las dos venas ilíacas comunes. Recibe las venas renales, lumbares y gonadales, y atraviesa el diafragma sobre el hígado. El retorno venoso de las asas intestinales confluye en la venas mesentéricas, superior e inferior, las cuales junto con las venas gástricas y la vena esplénica forman el tronco de la vena porta que entra en el hígado. La vena porta se ramifica en el interior del parénquima hepático (sistema porta, que se ramifica dos veces). Una vez que la sangre de la vena porta es tratada por el hígado, en los sinusoides hepáticos, confluye en las venas hepáticas que desembocan en la vena cava inferior, que la conduce a la aurícula derecha. En otras palabras, la sangre que recoge los productos de la digestión no es conducida directamente hacia la vena cava, sino que lo hace a través del hígado mediante el sistema porta. 
En cuanto al drenaje linfático de esta región, ésta recoge la linfa procedente del aparato digestivo y de las extremidades inferiores en la denominada cisterna del quilo, localizada en la pared abdominal posterior, entre la arteria aorta y la columna vertebral a nivel de T12-L1. Pasa al mediastino posterior por el orificio aórtico. Además, presentan una serie de ganglios linfáticos que acompañan en general a las grandes arterias, o se localizan en el hilio de los órganos.

## Inervación

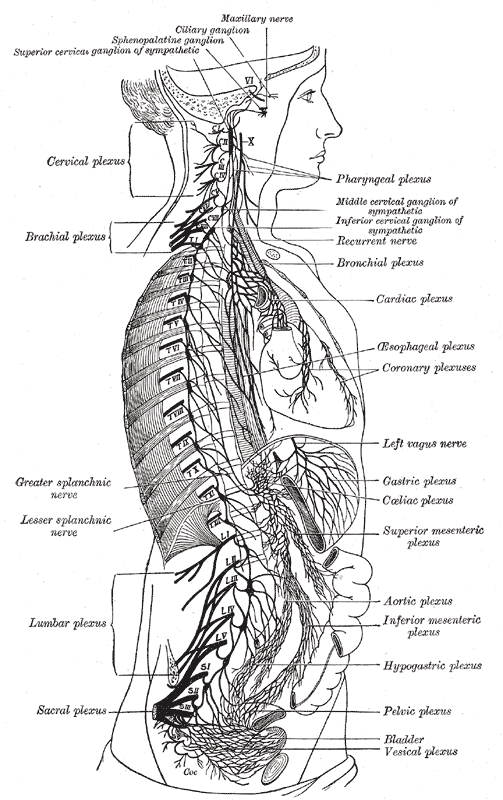
Inervación torácica y abdominal, vista sagital

La inervación de las vísceras abdominales corre a cargo de los dos componentes del sistema nervioso autónomo simpático y parasimpático. El sistema nervioso simpático de las vísceras abdominales procede preferentemente de los nervios esplácnicos.
Los nervios esplácnicos son tres nervios a cada lado. Se originan en la cadena simpática del tórax: el mayor de los ganglios T5-T9 o T10, el menor de T10-T11, y el inferior (conocido también como imo) de T12. Terminan, bien haciendo sinapsis o pasando hacia la víscera, en los ganglios celíacos (a ambos lados de la salida del tronco celíaco de la aorta), mesentéricos o renales.
Los nervios esplácnicos lumbares (L1-L5) y los ganglios mesentéricos superior e inferior completan la inervación simpática del abdomen. Alcanzan las vísceras con las arterias, caminando las fibras en la adventicia.
La inervación parasimpática de todos los derivados del intestino anterior y medio embrionario proviene del nervio vago, desde el esófago hasta el extremo izquierdo del colon transverso. La parte distal del colon transverso, el colon descendente, el sigmoides y el recto reciben inervación parasimpática procedente del núcleo parasimpático sacro situado en la médula espinal sacra, situado entre los segmentos espinales S2 a S4.

## Musculatura

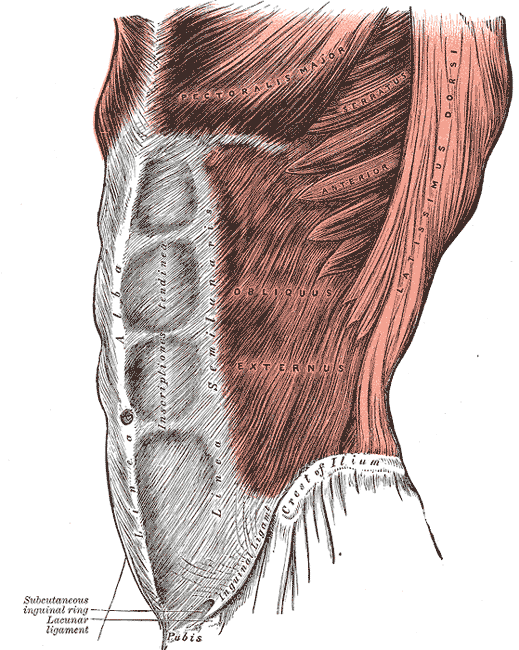
Ilustración de los músculos del abdomen.

Los músculos transversos del abdomen son unos músculos largos, angostos y con forma triangular ubicados a los costados del abdomen por debajo del músculo oblicuo interno. Estos se originan en la cara interna de las séptima a duodécima costillas, la fascia lumbar, cresta ilíaca y el ligamento inguinal hasta que se insertan detrás del músculo recto mayor del abdomen, confundiéndose con este.
Los músculos recto mayor del abdomen son músculos que se extienden desde la línea media del pubis hasta el borde inferior de la caja torácica. Se insertan por medio de un tendón aplanado y corto, el cual tiene dos haces musculares, externo e interno, que están separados por una tira de tejidos conectivos llamada línea alba.
Los músculos piramidales del abdomen son músculos que están ubicados en la parte anterolateral del abdomen. Es un músculo de forma triangular y de tamaño reducido que tiene origen en el pubis, insertándose en la línea alba.
Todos estos músculos están recubiertos por el músculo oblicuo externo del abdomen, que está en la parte anterolateral del abdomen; su origen es en la cara externa de 5-12 costilla, y su inserción en la línea alba y sínfisis del pubis. Tiene como funciones: comprimir y sostener las vísceras abdominales, rotar y flexionar el tronco.

## Regiones anatómicas externas del abdomen

Regiones y cuadrantes abdominales

Con fines clínicos, como la descripción del dolor, tumores e incisiones, el abdomen se divide en regiones que se definen por líneas en la superficie de la pared abdominal anterior. Por lo general, se delinean nueve regiones cortadas por dos líneas horizontales y dos verticales:
- A) y B) Las 2 líneas verticales atraviesan por la mitad de cada arco crural o femoral (pliegue de la ingle: entre la espina iliaca anterosuperior y la espina del pubis). Ubicados entre la sínfisis del pubis y la espina ilíaca anterosuperior.
- C) Línea subcostal, que pasa por el borde inferior del décimo cartílago costal anteriormente, y por el cuerpo de la vértebra LIII posteriormente. Sin embargo, en ocasiones se usa la línea transpilórica, a medio camino entre la escotadura yugular y la parte superior de la sínfisis del pubis; pasando por el borde inferior del noveno cartílago costal y el borde inferior de la vértebra LI.[12]
- D) Línea transversa inferior o línea intertubercular, se traza entre los tubérculos de las crestas ilíacas, las cuales son palpables 5 cm por detrás de las espinas iliacas anterosuperiores y que están a la altura del cuerpo de la vértebra LV.[12]

Usando estas cuatro líneas se definen nueve regiones anatómicas que son:
1. Hipocondrio derecho: en esta región se localizan el lóbulo derecho del hígado, vesícula biliar, polo superior del riñón, flexura hepática del colon, glándula suprarrenal.
2. Región epigástrica o epigastrio: zona del lóbulo izquierdo del hígado y porción pilórica del estómago
3. Hipocondrio izquierdo: aquí se localiza el bazo, cola del páncreas, polo superior del riñón izquierdo, estómago, esófago abdominal, flexura esplénica del colon.
4. Región del vacío, flanco, lumbar o lateral derecha: región del colon ascendente, parte del duodeno y yeyuno
5. Región del mesogastrio o umbilical: región del epiplón, mesenterio, yeyuno, íleon, colon transverso y donde está ubicado el ombligo.
6. Región del vacío, flanco o lateral izquierdo: región del colon descendente.
7. Fosa ilíaca derecha o región inguinal derecha:región del ciego, apéndice, ovario derecho en la mujer, cordón espermático derecho en el hombre.
8. Hipogastrio o región suprapúbica: región de la vejiga urinaria, útero
9. Fosa ilíaca izquierda o región inguinal izquierda: región del colon sigmoideo, ovario izquierdo, cordón espermático izquierdo

Esta relación entre región anatómica externa del abdomen y vísceras intraabdominales no es exacta, porque las vísceras abdominales se mueven y sobrepasan los límites mencionados, pero sirve como indicador general. Por otra parte, es de utilización frecuente en la clínica el referir dolor en alguna de las regiones apuntadas, aunque hay que tener en cuenta que la localización del dolor visceral es pobre y se puede dar el fenómeno del dolor referido, en el que duele una zona alejada de la víscera responsable.

## En otros animales

En la hormiga obrera, el abdomen está formado por el propodeo fusionado al tórax y el metasoma, dividido en pecíolo estrecho y gáster bulboso.

El abdomen de los invertebrados está constituido por una serie de placas superiores conocidas como tergitos y placas inferiores conocidas como esternitos, el conjunto se mantiene unido por una dura membrana estirable.

### Insectos
El abdomen contiene el tracto digestivo del insecto y los órganos reproductivos. Consta de once segmentos en la mayoría de los órdenes de insectos, aunque el undécimo segmento está ausente en el adulto de la mayoría de las órdenes superiores. El número segmentos es variable según la especie, siete de la abeja común y seis en los colémbolos. En Apocrita (abejas, hormigas y avispas), el primer segmento del abdomen se fusiona con el tórax formando el propodeo. En las hormigas el segundo segmento constituye el pecíolo estrecho. Algunas hormigas tienen un segmento postpetiole adicional, y los segmentos restantes forman el gáster bulboso. El pecíolo y Gáster (segmentos abdominales 2 y en adelante) se les denomina colectivamente metasoma.
A diferencia de otros artrópodos, los insectos poseen apéndices sobre el abdomen solo en la forma adulta, aunque el Protura tienen apéndices rudimentarios de ida como en los tres primeros segmentos abdominales y archaeognatha poseen pequeñas, articulado "agujas" que a veces se considera como apéndices rudimentarios. Muchas larvas de insectos, incluyendo los lepidópteros y la Symphyta (moscas de sierra) tienen apéndices carnosos llamados propatas en sus segmentos abdominales que les permiten el agarre en los bordes de las hojas de las plantas.

### Arácnidos
En arácnidos se distingue un prosoma o cefalotórax y un opistosoma" equivalente al abdomen.